# Boris Taslitzky

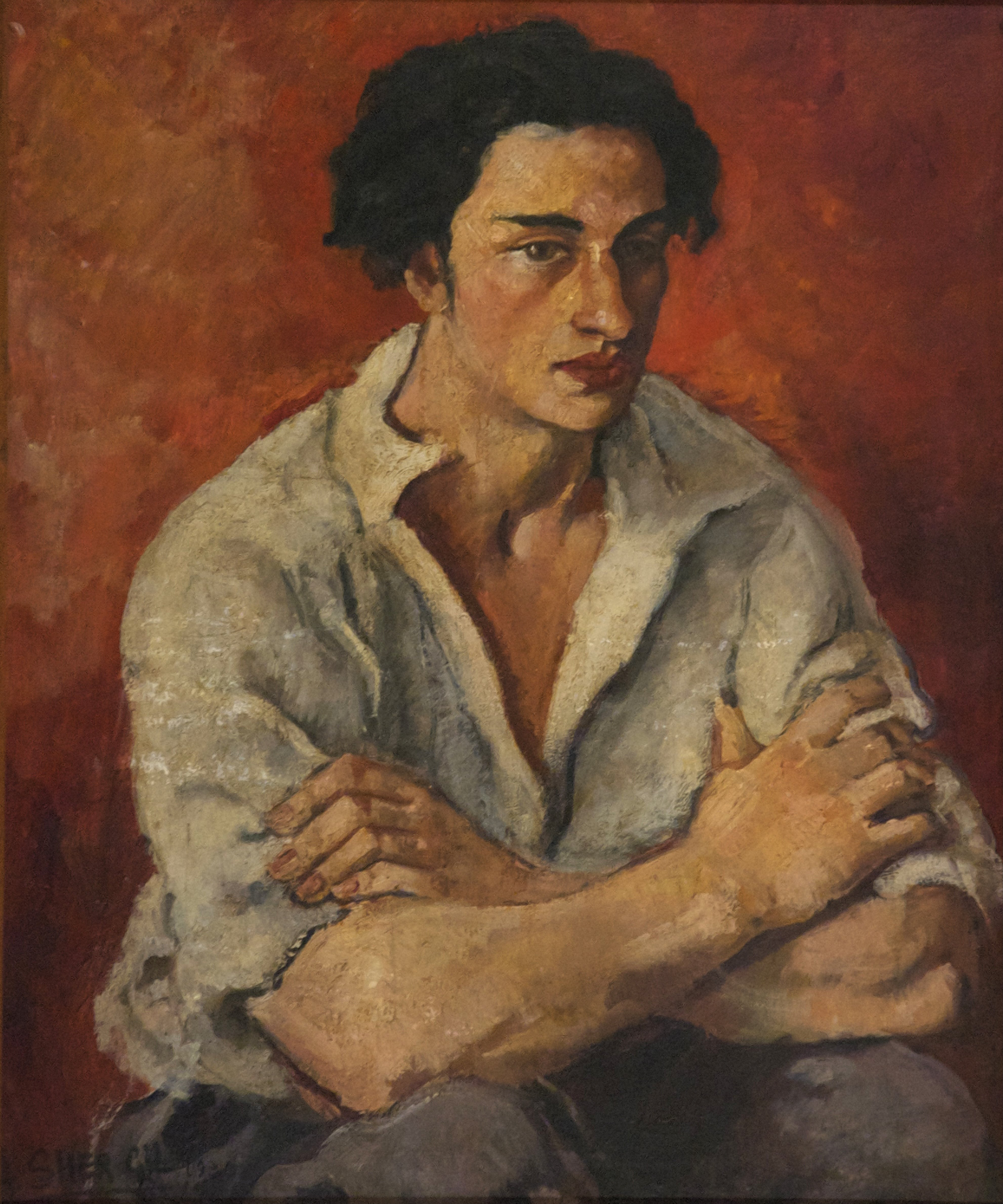
Boris Taslitzky. Gemälde von Amrita Sher-Gil, 1930

Boris Taslitzky (* 30. November 1911 in Paris; † 9. Dezember 2005 ebenda) war ein französischer Maler und ein Vertreter des Sozialistischen Realismus.

## Leben
Taslitzky wurde als Kind russischer jüdischer Emigranten in Paris geboren. Bis 1941 lebte er in Paris, wo er ein Studium an der École nationale supérieure des beaux-arts absolvierte. Er war Schüler von Jacques Lipchitz. Während des Studiums lernte Taslitzky seine Kommilitonin Amrita Sher-Gil kennen und verliebte sich in sie. Ihre Mutter lehnte ihn ab und brachten sie dazu, sich mit einem anderen Mann zu verloben. 1930 entstand auch ein Gemälde von Taslitzky, das Sher-Gil malte und sich im Besitz der National Gallery of Modern Art befindet. 
Politisch engagierte er sich in der Maison de la Culture Yiddish. Als aktives Mitglied der Résistance wurde er verhaftet und am 5. August 1944 mit einem der letzten Transporte ins  KZ Buchenwald deportiert. Auch im Lager zeichnete Taslitzky, viele dieser Arbeiten sind noch erhalten. Er überlebte die Lagerhaft und arbeitete danach in Paris als Lehrer an der École nationale supérieure des arts décoratifs.
Taslitzky war ein Vertreter des Sozialistischen Realismus. Er wurde insbesondere durch seine Porträts bekannt, die er unter Lebensgefahr als Häftling 69 022 im KZ Buchenwald auf gestohlenem Schreibpapier der SS zeichnete (siehe Ausstellung). Seine Werke werden in allen großen Galerien ausgestellt. Von der Kunstszene in Frankreich wurde er jedoch weitgehend ignoriert. Den großen Trend des 20. Jahrhunderts zum Abstrakten machte Taslitzky nicht mit und blieb seinen künstlerischen Wurzeln verhaftet.
Boris Taslitzky war ein enger Freund der Maler Pablo Picasso und Alberto Giacometti sowie des Schriftstellers Louis Aragon.

## Ausstellung
- Buchenwald - l'arme du dessin (Die Waffe des Zeichnens). Ausstellung 2006 im Musée d’art et d’histoire du Judaïsme in Paris.